# Server sirena
Server sirena è il quinto EP del gruppo musicale italiano Linea 77, pubblicato l'11 ottobre 2019 dalla Polydor.

## Descrizione
Prima pubblicazione del gruppo a distanza di oltre quattro anni da Oh!, l'EP è stato interamente prodotto da The Bloody Beetroots e si compone di sei brani realizzati con la partecipazione di artisti appartenenti alla scena hip hop italiana e non, quali Salmo, Caparezza, Samuel e Jack the Smoker. La volontà di realizzare un progetto diverso da quanto affrontato in passato dai Linea 77 è dettato da un'idea del cantante Dade e del DJ producer Slait (collaboratore del primo singolo estratto AK77), come spiegato dal gruppo stesso in occasione della presentazione dell'EP:

## Tracce
1. AK77 (feat. Salmo & Slait) – 3:04
2. Sangue nero (feat. Ensi) – 2:42
3. Cielo piombo (feat. Samuel) – 3:45
4. Play & Rewind (feat. Hell Raton & Caparezza) – 3:18
5. Prison (feat. Axos) – 3:28
6. Senzalternativa (feat. Jack the Smoker) – 2:33